# Franz Xaver Gruber
Franz Xaver Gruber (Oberösterreich, Austria, 25 de noviembre de 1787 - Hallein, Austria, 7 de junio de 1863) fue un compositor, poeta y organista austríaco.

## Biografía
Gruber nació el 25 de noviembre de 1787 en el pueblo de Hochburg-Ach, Alta Austria, hijo de los tejedores de lino Josef y Maria Gruber. Su nombre de pila quedó registrado en el registro de bautismo como "Conrad Xavier", pero luego se cambió a "Franz Xaver". El maestro de escuela de Hochburger, Andreas Peterlechner, le dio lecciones de música.
Gruber trabajó como tejedor hasta los 18 años y luego se formó para convertirse en maestro de escuela. Completó su educación musical con el organista de la iglesia de Burghausen, Georg Hartdobler. En 1807, Gruber se convirtió en maestro de escuela en Arnsdorf. También se convirtió en organista y cuidador de la iglesia. En 1808 se casó con una viuda, Maria Elisabeth Fischinger Engelsberger. Tuvieron dos hijos, los cuales murieron jóvenes. Después de la muerte de su primera esposa en 1825, Gruber se casó con una exalumna, Maria Breitfuss. Tuvieron diez hijos, cuatro de los cuales sobrevivieron hasta la edad adulta. En 1829 Gruber se mudó a Berndorf y años más tarde a Hallein, Salzburgo, donde fue nombrado director de coro, cantante y organista.
Maria Gruber murió al dar a luz en 1841. Al año siguiente se casó con Katherine Wimmer.

## "Noche de paz"
En 1816 asumió las responsabilidades adicionales de organista y director de coro en la Nikolauskirche del vecino pueblo de Oberndorf.
Junto con Joseph Mohr, un sacerdote católico que escribió la letra original en alemán, Gruber compuso la música para el villancico Noche de Paz. En la víspera de Navidad de 1818, Mohr, un sacerdote asistente en la Nikolauskirche, le mostró a Gruber un poema de seis estrofas que había escrito en 1816. Le pidió a Gruber que le pusiera música. El órgano estaba en buenas condiciones, pero continuaba la tradición anual de compartir un nuevo villancico. Los dos cantaron Stille Nacht por primera vez en la misa de Navidad en la iglesia de San Nicolás, mientras Mohr tocaba la guitarra y el coro repetía las dos últimas líneas de cada verso. Durante mucho tiempo muchos pensaron que Noche de Paz fue escrita por Haydn, Mozart o Beethoven.
En años posteriores, Gruber compuso arreglos adicionales del villancico para órgano y para órgano con orquesta, así como partituras de otros villancicos y misas, muchas de las cuales todavía están impresas y cantadas hoy en las iglesias austriacas.